# أب باد قهرماني (خبر بافت)
أب باد قهرماني (بالفارسية: آب‌باد قهرمانی) هي قرية تقع في إيران في Khabar Rural District. يقدر عدد سكانها بـ 104 نسمة .